# Elena Quinteros
Elena Quinteros (Montevideo, 9 de setembre de 1945 – 1976?) va ser una mestra Uruguaiana amb idees anarquistes capturada, torturada i finalment assassinada durant la dictadura militar que va viure el país durant els anys 1970.

## Biografia
Nascuda a Montevideo, Uruguai, Elena Quinteros era una mestra d'ensenyament primari. Va estudiar a l'Institut de Professors Artigas (IPA). El 26 de juny de 1976 va ser detinguda pels militars del règim de Juan María Bordaberry Arocena i presa cap a un centre de tortures conegut com a «300 Carlos» de la primera divisió de l'Armada. Va intentar escapar demanant ajut a l'ambaixada de Veneçuela a Montevideo però finalment va ser capturada i assassinada.
El 3 de juliol es va reunir el Consell de Seguretat Nacional (COSENA) i va decidir no entregar a Quinteros, la qual cosa significa que la dictadura no volia entregar la mestra amb vida. Aquesta situació es va convertir en un incident diplomàtic que va acabar amb el trencament de les relacions diplomàtiques amb el govern de Veneçuela el 5 de juliol.
Atès que el seu cos mai no va ser trobat malgrat les investigacions dels governs democràtics, Quinteros encara és considerada una detinguda desapareguda.

## Ideologia política
Quinteros era una activista amb idees anarquistes que representaven una amenaça per als interessos del govern. Va treballar a l'Institut Cooperatiu d'Acció Rural a la Capilla de Farruco, al departament de Durazno. Amb 21 anys, un cop acabat el Magisteri, Quinteros va començar a treballar en una escola primària de Pando, al departament de Canelones. Aquest mateix any es va incorporar a la Federació Anarquista Uruguaiana (FAU) i va militar activament a la Resistència Obrero-Estudiantil. El 1967 va ser detinguda per primera vegada i va ser lliurada l'endemà. No obstant això, el 1969 va ser detinguda un altre cop i enviada a presó fins a l'octubre de l'any 1970.
El 1975 va participar en l'acte fundacional del Partit per la Victòria del Poble (PVP), un moviment polític d'ideologia d'esquerres del qual va ser membre directiu. Amb motiu d'aquest incident, va ser novament detinguda per les Forces Conjuntes i no va poder exercir el seu càrrec de mestra. Pocs mesos després va ser torturada i suposadament assassinada.

## Memòria
El «cas Elena Quinteros» va ser debatut i estudiat en moltes oportunitats pels governs democràtics des dels anys 1980. La seva figura, al costat de la d'altres presoners polítics com Vladimir Roslik o fins i tot el president José Mujica, és motiu de controvèrsia. Generalment, però, la figura de Quinteros és sovint utilitzada com a símbol de lluita contra la dictadura i com a instrument d'expressió política i de llibertat d'expressió.
Amb el pas dels anys, el «cas Quinteros» encara ocupa un paper determinant en l'àmbit polític uruguaià. El 2002, de fet, l'ex-ministre Juan Carlos Blanco Estradé, un dels màxims responsables del «cas Quinteros», va ser trobat culpable de la desaparició d'Elena Quinteros i condemnat amb privació de llibertat.
El 2008, l'escola 181 on ella treballava va canviar el seu nom pel d'«Elena Quinteros» en memòria seva i de les víctimes de la dictadura.